# Roger Sabin
Roger Sabin, né le 3 avril 1961, est un historien et critique de bande dessinée britannique. Il est conférencier au Central Saint Martins College of Art and Design à Londres.

## Travaux
- Adult Comics: An Introduction (Taylor & Francis, 1993,  (ISBN 0-415-04419-7), Routledge, 2005,  (ISBN 0-415-29139-9))
- Comics, Comix and Graphic Novels: A History of Comic Art (Phaidon, 1996,  (ISBN 0-7148-3008-9))
- The Lasting of the Mohicans: History of an American Myth (University Press of Mississippi, 1996,  (ISBN 0878058591))
- The Movie Book: An A-Z guide to 500 landmark individuals working in film (Phaidon, 1999,  (ISBN 0-7148-3847-0))
- Punk Rock: So What?: The Cultural Legacy of Punk (Routledge, 1999,  (ISBN 0-415-17030-3))
- Below Critical Radar: Fanzines and Alternative Comics from 1976 to the Present Day (Slab-O-Concrete, 2000,  (ISBN 1-899866-47-7))
- Cop Shows: A Critical History of Police Dramas on Television (McFarland & Co Inc, 2015,  (ISBN 0-7864-4819-9))